# Die Fugger II
Die Fugger II ist eine 1996 von Sunflowers veröffentlichte historische Wirtschaftssimulation. Die Handlung des Spieles beginnt im Jahr 1600. Der Name spielt auf die Fuggerfamilie an.

## Spielprinzip
Grundsätzliches Ziel des Spieles ist es, Reichtum und Ansehen zu mehren.
Es besteht jedoch auch die Möglichkeit, anhand von dem Spiel beigelegten Auftragskarten, ausgesuchte Missionen in drei Schwierigkeitsgraden zu erfüllen.

### Beginn des Spieles
Der Spieler lebt im Fürstentum Mittelland, welches aufgeteilt ist in die Grafschaften Mooringen, Bergenhöh und Auental. In jeder Grafschaft existieren drei Städte, deren Lage Einfluss auf die Auswahl der zu produzierenden Waren hat. Jeweils eine der drei Städte ist die Hauptstadt der Grafschaft. Die zehnte Stadt ist die Hauptstadt des Fürstentums.
Der Spieler kann sowohl Namen, Geschlecht, Religion als auch die Farbe seines Banners wählen. Mit dem farbigen Banner werden auf der Karte die eigenen Handelssitze, Zollburgen und Räuberlager markiert. Die Stadt, in der das Spiel beginnt, wird vorgegeben, wobei es sich hierbei nie um eine der Hauptstädte handelt.
Das Spiel beginnt mit dem Erbe eines Onkels. Durch geschickten Zukauf von Lagerraum und Transportmittel, sowie durch die Produktion und den Verkauf diverser Waren versucht der Spieler nun, Reichtum und Ansehen zu mehren.

### Produktion von Waren
In den verschiedenen Städten der Spielwelt können jeweils nur bestimmte Waren produziert werden. Voraussetzung zum Produzieren ist eine eigene Niederlassung in der entsprechenden Stadt. Die produzierten Waren verkaufen sich am gewinnbringendsten in den Städten, wo sie sog. "begehrte Güter" sind. Um Waren optimal produzieren zu können, sind die Produktionsverhältnisse wichtig; für Korn sind bspw. 5 Arbeiter pro Feld optimal. Der Maximalwert für Produktionsmittel und Produkt ist jeweils 40. Pro Niederlassung sind maximal zwei Produktionen möglich. Für die produzierten Waren wird genügend Holz- oder Steinlagerfläche benötigt.

### Erweiterung des Besitzes
Durch erhöhte Einnahmen können nun auch weitere Handelsniederlassungen gegründet und bei fortgeschrittenem Spiel auch ein Verwalter (der sogenannte Direktor) eingesetzt werden. Von diesem Punkt an überwacht und leitet jener die Produktion und den Absatz der Waren.
Soweit noch kein Direktor eingestellt wurde, müssen die Produktion und der Absatz selbst organisiert werden. Entsprechend der ausgewählten zu produzierenden Ware müssen auch Arbeiter eingestellt werden. Der Erfolg hängt auch mit der Höhe der Bezahlung der Arbeiter und der Direktoren, der Kapazität der Lagerräume, der Anzahl und dem Zustand der Transportmittel, sowie Art der privaten Wohnsitze und deren Größe zusammen.

### Hierarchie
Während der Spieler am Anfang noch ein einfacher „Bürger“ ist, werden ihm mit der Zeit höhere Titel verliehen und Posten übertragen. Diese sind sehr vielfältig und reichen vom einfachen Kämmerer über Vogt und Justizminister bis zum Regenten von Mittelland. In der kirchlichen Hierarchie ist dies ebenso gegeben (beispielsweise Sakristan, Abt usw.).
Posten ziehen Privilegien nach sich, bei „einfacheren“ Titeln erweitern sich bereits die Möglichkeiten des Handels mit neuen Warenarten, bei Ämtern wie z. B. einem Justizminister entstehen Rechte, die Strafgesetze abzuändern oder bei einem Finanzminister die Steuersätze. Es können Versicherungen abgeschlossen oder Gegner zum Duell herausgefordert werden.

### Ansehen
Das Ansehen steigt mit dem Wert des Eigentums und dem Titel bzw. dem Amt, welches man innehat. Weitere Möglichkeiten, sein Ansehen im Lande zu mehren bestehen durch Heirat, Beten, Ablässe kaufen, Spenden für Arme, Spenden für die Kirche, dem Ausrichten von Festen, Stiftungen von Bauwerken oder durch Bestechung von Amtsträgern.

### Einfluss auf den Gegner
Maßnahmen gegen den Gegner sind Spionage, Sabotage, Anschwärzen, Überfall, Duell, Prozess initiieren, des Gegners Heirat unterbinden, Zeugen und Gericht bestechen. Dieselben Optionen werden von der künstlichen Intelligenz ebenfalls eingesetzt.

### Söldner und Räuber
Durch den Erwerb einer Zollburg durch Kauf oder Ersteigerung besteht die Möglichkeit, Söldner anzuwerben und auszubilden, um Grafschaften zu sichern, Transporte zu eskortieren oder Städte und Räuberlager zu überfallen. Räuberlager erfüllen eine ähnliche Funktion, jedoch mit der Ausnahme, dass durch sie keine Grafschaften gesichert, sondern stattdessen überfallen werden können.

### Heirat und Erbe
Da das Spiel endet, sobald die Spielfigur ohne Erben verstirbt, stellt die Suche nach einem Nachfolger des Spielercharakters einen zentralen Aspekt des Spieles dar. Hierzu wird mit Hilfe einer Kupplerin ein Partner für die Spielfigur gesucht. War die Suche erfolgreich, besteht die Möglichkeit, mit Geschenken um die Person zu werben, was bei Erfolg schließlich zur Eheschließung führt. Nach einiger Zeit wird dem Spieler ein Erbe geboren, was es nun erlaubt, das bisher angesammelte Eigentum samt bis dahin erworbener Titel zu vererben.

### Schicksalsschläge
Immer wieder überrascht das Spiel mit Bränden, Naturkatastrophen, Seuchen etc. welche je nach Art, Schwere und Ort Einfluss auf den eigenen Spielerfolg ausüben können.

## Rezeption
Die historischen Daten im Spiel seien mit Vorsicht zu genießen und teils nicht ganz unproblematisch aufbereitet. Die Komponente Edutainment sei nicht geglückt. Stärke sei der Mehrspielermodus. Das Spiel sei auch für Einsteiger empfehlenswert. Die Spiele-Engine sei veraltet, die animierten Zwischensequenzen billig und das Gameplay maßgeblich vom Zufall bestimmt. Das mittelalterliche Szenario sei liebevoll umgesetzt. Das Spiel funktioniere als Gesellschaftsspiel in größerer Runde, jedoch nicht im monotonen Einzelspieler. Das Intrigensystem sorge im rundenbasierten Mehrspielermodus für Spielspaß. Die taktischen Kämpfe hingegen seien nervig. Der Anspruch sinke schnell, wenn der Spieler das System durchschaut und problemlos große Mengen Geld verdient.

## Rechtsstreit
Weil das Spiel seiner Meinung nach den Anschein erweckt habe, dass die Fugger seinerzeit ihren damaligen Aufstieg nicht zuletzt dunklen Machenschaften verdankt hätten, hat ein Nachfahre der Kaufmannsfamilie gegen den Publisher geklagt und vor Gericht im Dezember 1999 Recht bekommen. Der Verkauf des Spieles wurde daraufhin eingestellt. Das Spiel Die Gilde, das inhaltlich auf Die Fugger II aufgebaut war, sollte ursprünglich unter dem Titel Die Fugger III erscheinen. Auf Grund der oben genannten Rechtsstreitigkeiten wurde der Titel jedoch geändert, um einen erneuten Prozess zu vermeiden.